# Laser (zeilboot)
De Laser (formeel thans ILCA) is een zeilboot die tot een zeer populaire eenheidsklasse behoort. Een laser is een gemiddelde zwaardboot waarvan het gewicht rond de 60 kilogram ligt. Een Laser is een eenmansboot waarmee vaak officiële zeilwedstrijden worden gehouden.
Er is een aantal verschillende typen Laser. Deze verschillen van elkaar door het soort tuigage. De romp is identiek voor al deze typen.
- De Laser 4.7 is de Laser met het minste zeiloppervlak. Het zeil meet 4,7 m².
- De Laser Radiaal heeft een zeil van 5.76 m².
- De gewone Laser Standaard heeft een zeil van 7.06 m².
- De extreme "Laser Rooster 8.1" heeft een zeil van 8.10 m²

Naast de Laser 4.7, Radiaal en Standaard (ook wel bekend als de Laser 1) zijn er nog andere typen meerpersoons-Lasers:
- De laser pico heeft een zeiloppervlakte van (standaard) 5,1 m² de fok heeft een oppervlakte van 1,09 m² en bij wedstrijden wordt het zeil met de oppervlakte 6,44m² gebruikt. De laser pico is gemaakt van polyethyleen en zodoende zeer bruikbaar als zeilschoolboot.
- De Laser vago is ook van polyethyleen. Deze sportieve boot heeft naast een grootzeil en een fok ook nog de beschikking over een gennaker. Tevens is er een trapeze aanwezig. Er zijn verschillende zeilcombinaties mogelijk. De comfortset bestaat uit een grootzeil van 8.00 m², fok 2.66 m² en gennaker 11.38 m². De race-uitvoering heeft een grootzeil van 9.32 m², fok van 2.66 m² en een gennaker van 13.00 m². Door de polyethyleen romp is ook deze boot zeer geschikt als zeilschoolboot.
- Laser2 sportieve polyester tweemansboot met trapeze, fok, grootzeil en spinnaker.
- Laser 2000
- Laser 3000
- Laser 4000
- Laser 5000
- Laser Stratos
- Laser SB3
- Laser Bahia
- Laser EPS
- Laser Bug
- Laser X4
- Laser 13
- Laser 16